# عبد العزيز بن عبد الله الصقير
عبد العزيز بن عبد الله الصقير رئيس مجلس إدارة شركة الاتصالات السعودية والرئيس التنفيذي. حاصل على شهادة الماجستير في الهندسة الكهربائية من جامعة كاليفورنيا بالولايات المتحدة الأمريكية، وعمل سابقاً رئيساً تنفيذياً لشركة الالكترونيات المتقدمة، والشركة السعودية للكهرباء، وشركة تطوير التعليم القابضة بالإضافة إلى رئاسته وعضويته في عدد من مجالس الإدارة لعدد من الشركات.